# バック・トゥ・ザ・フューチャークイズ
バック・トゥ・ザ・フューチャークイズは、1990年に日本テレビ系列で放送された『史上最大!第14回アメリカ横断ウルトラクイズ』（以下、ウルトラクイズ）で登場したクイズ形式の一つ。
第12チェックポイント「レイクミシガン」として、ミシガン湖周辺の複数の場所でクイズが行われた。クイズの名前の由来は映画『バック・トゥ・ザ・フューチャーシリーズ』からである。「バック・トゥ・ザ・フューチャー」は、第14回のウルトラクイズのテーマでもあった。
OPでは、ニューバッファロービーチの砂浜に時計を沢山置いてあるという、『バック・トゥ・ザ・フューチャー』OPのパロディが放送された。

## 内容
このクイズが行われる前日、挑戦者に対して「翌日のクイズは午前10時から行います」と告げられる。これがこのクイズの最大の布石であった。この時点の挑戦者は5名。
当日、ミシガン湖岸のミシガン州ニューバッファロービーチに着いた挑戦者は、早押しクイズ（2問正解で勝ち抜け、不正解は1回休み）を午前10時から行い、敗者1名が決定した。勝者4名は次のチェックポイントへ、敗者は目隠しをされ罰ゲームの会場へ向かったはずが、勝者・敗者どちらも連れて行かれたのは5名分の解答席が用意されたインディアナ州ミシガンシティの公園。近くにある教会の時計が午前10時を指し、司会者の福留功男は何も説明をしないで微笑んでいるだけ。挑戦者は釈然としないまま再び同じ形式でクイズをはじめることとなった。

## 種明かし
これは、アメリカ合衆国内で異なる標準時を用いていることを利用したものである。2つのクイズ会場は車で数分の距離ながら1時間の時差があった。まず、1ヵ所目の会場（以下「第1会場」）で予告どおりに午前10時にクイズ開始。終了後すぐに2か所目の会場（以下「第2会場」）に移動。ここでも午前10時にクイズが開始された（表にあるように、この時第1会場の時刻は午前11時）。
|               | 第1会場  | 第2会場  |
| ------------- | -------- | -------- |
| 1回目のクイズ | 午前10時 | 午前9時  |
| 2回目のクイズ | 午前11時 | 午前10時 |

『バック・トゥ・ザ・フューチャークイズ』とあるとおり、以下のように本当に時間が戻ったかのような演出がされていた。
- クイズ開始時、時計の針はどちらのクイズも午前10時を指していた[2]。
- 福留が挑戦者とのフリートークで、同じ人に同じ話を振った。
- クイズ会場の周辺で、数人の女性がバレーボールを行っていた。
- クイズ会場の背後に、配達途中の郵便局員が登場した（挑戦者の中に郵便局員がいたため、2回とも会釈した）。

この一連の前振りが挑戦者の勝敗の行方を左右することになり、鋭い勘で気付いた挑戦者は2回目のクイズの第1問目からスタッフの意図を見破った。第2回目は1回目と全く同じ順で同じ答えになる問題が出題された。クイズ直前の前振りの段階で気がついた挑戦者は、答えが確定できない問題も1回目の答えを思い出して半分勘を働かせて解答し、正答した。やがてそれに気がついた残りの挑戦者は、問題文を読み始めると同時に答えだけを解答。その後本当の敗者となった挑戦者も同様の行動に出るが、答えの順番を間違えて誤答となった。
結局、1回目と2回目のクイズで敗者となった者が異なったため、この2名で真の敗者を決める「二重音声クイズ」が行われた。
ウルトラクイズならではの機知と柔軟性を試す絶好のクイズ形式といえるが、種がわかれば2回目のクイズは1回目のクイズの答えとその順番を正確に暗記していたかどうかの勝負となった。